# Strobilanthopsis linifolia
Strobilanthopsis linifolia là một loài thực vật có hoa trong họ Ô rô. Loài này được (T.Anderson ex C.B.Clarke) Milne-Redh. miêu tả khoa học đầu tiên năm 1932.